# Holger Bache
Holger Bache, född 12 april 1870 på Frederiksberg, död 11 juni 1948, var en dansk ingenjör. 
Bache, som var son till generalintendent H.A. Bache och Henriette Louise Lunn, avlade polyteknisk inträdesexamen 1893 och blev polyteknisk kandidat 1898. Han var anställd vid byggandet av Frederiksberg Elektricitetsværk og elektriske Sporveje 1898–1899, förste ingenjör vid Frederiksberg Elektricitetsværk 1900–1906 och professor i maskinlära vid Polyteknisk Læreanstalt från 1906. Han var medlem av styrelsen för Elektroteknisk Forening 1903–1909, för Dansk Brændselskontrolforening från 1919 och medlem av Prisreguleringskommissionens kolkommitté till dess avskaffande 1921.

## Utmärkelser
- Riddare av Dannebrogorden,  1920[2]
- Dannebrogsmännens hederstecken,  1929[2]

[Redigera Wikidata]